# Ácido 11-eicosenoico
El ácido 11-eicosenoico, también llamado ácido gondoico, es un ácido graso omega-9 monoinsaturado (20:1 cis-Δ11) que se encuentra en una variedad de aceites vegetales y frutos secos; en particular el aceite de jojoba. Es uno de varios ácidos eicosenoicos.